# Ramona Strugariu
Ramona Strugariu é uma política romena que actualmente actua como membro do Parlamento Europeu pelo Partido da Liberdade, Unidade e Solidariedade.
Além das suas atribuições nas comissões, Strugariu é membro do Intergrupo do Parlamento Europeu sobre Anticorrupção, do Intergrupo do Parlamento Europeu sobre Direitos LGBT e do grupo Membros do Parlamento Europeu Contra o Cancro.